# Train (együttes)
A Train egy 1994-ben alakult amerikai rockzenekar.
A Train legnagyobb sikerét a debütáló albumával, a "Train"-nal szerezte meg 1998-ban, amelynek slágere a "Meet Virginia" volt. 2001-es albumuk, a "Drops Of Jupiter" tartalmazta a listavezető "Drops Of Jupier (Tell Me)"-t, ami két Grammy-díjat nyert 2002-ben. Az album dupla platinalemez lett az Egyesült Államokban és Kanadában és máig a zenekar legsikeresebb lemeze.
Harmadik stúdióalbumuk, a "My Private Nation" 2003-ban jelent meg, folytatta az együttes sikerét és platinalemez lett az Államokban a "Calling All Angels" című slágerrel. 2006-ban Hotchkiss és Colin távozása után megjelent negyedik albumuk, a "For Me It's You", Johnny Colt basszusgitárossal és Brandon Bush billentyűssel. Annak ellenére, hogy a kritikusok pozitívan fogadták, az album kereskedelmileg sikertelen volt. A Train ezután három év szünetet tartott.
2009 végén tértek vissza a "Save Me, San Francisco"-val, amelyről három dal – az ötszörös platinalemez "Hey, Soul Sister", a "Marry Me" és az "If It's Love" – is magas helyezést ért el a Billboard Hot 100-on, a harmadik és a 34-34. helyen. Az album magában is aranylemez, a RIAA és az ARIA is 954 000 darabot adott el belőle. 2008-tól napjainkig Hector Maldonado (basszusgitár, ütősök), valamint Jerry Becker (billentyűsök, gitár) koncerteznek az együttessel az egész világon.

## Fordítás
- Ez a szócikk részben vagy egészben  a   Train (band) című angol Wikipédia-szócikk fordításán alapul.  Az eredeti cikk szerkesztőit annak laptörténete sorolja fel. Ez a jelzés csupán a megfogalmazás eredetét és a szerzői jogokat jelzi, nem szolgál a cikkben szereplő információk forrásmegjelöléseként.